# Johan Kasimir av Pfalz-Simmern
Johan Kasimir av Pfalz-Simmern, född 7 mars 1543 i Simmern, död 16 januari 1592, var pfalzgreve från 1576 och kurfurste från 1583. Han var son till Fredrik III av Pfalz-Simmern och Maria av Brandenburg-Kulmbach. Gift med Elisabeth av Sachsen.